# Nuncjatura Apostolska w Polsce
Nuncjatura Apostolska w Polsce (łac. Nuntiatura Apostolica in Polonia) – misja dyplomatyczna Stolicy Apostolskiej w Rzeczypospolitej Polskiej. Siedziba nuncjatury znajduje się w Warszawie przy alei Szucha 12.
Nuncjusz apostolski jest dziekanem korpusu dyplomatycznego w Polsce.

## Siedziba

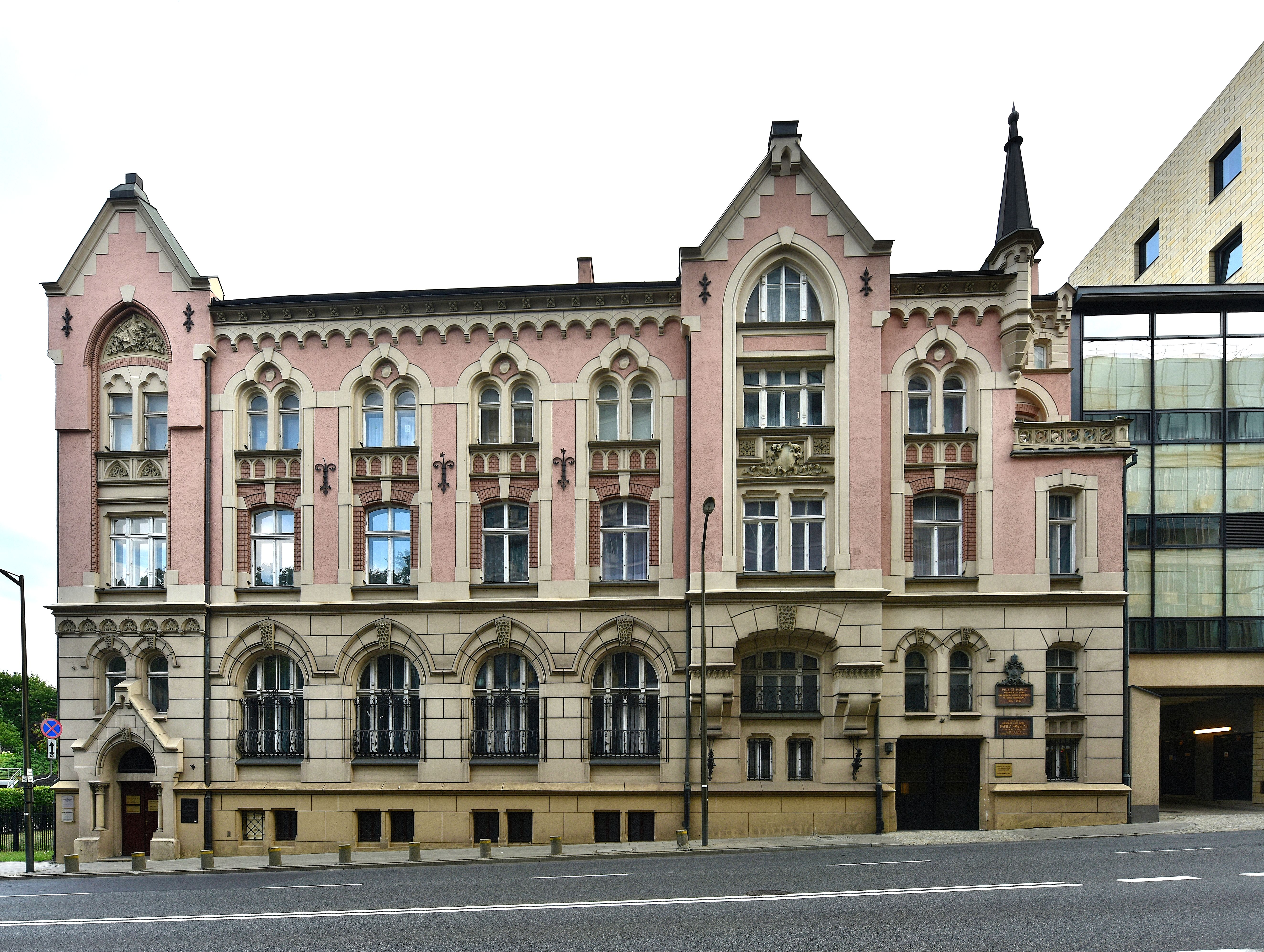
Dawna siedziba Nuncjatury w domu parafialnym parafii św. Aleksandra przy ul. Książęcej 21 (1919–1924)

Obecność nuncjuszy apostolskich w Polsce datuje się od 1555. Przed rozbiorami, tj. pod koniec istnienia I Rzeczypospolitej, ostatni nuncjusz opuścił Polskę w 1796. Siedzibą nuncjuszy był m.in. klasztor ojców Teatynów przy ul. Długiej oraz pałac arcybiskupów gnieźnieńskich w Skierniewicach.
Stosunki dyplomatyczne na szczeblu ambasady nawiązano ponownie w 1919. Siedzibą nuncjatury stała się plebania parafii św. Aleksandra przy ul. Książęcej 21 (1919–1924), a następnie została przeniesiona do zakupionego przez Episkopat Polski za sumę 70 tysięcy dolarów, od Maksymiliana i Tekli z Węgierków małżeństwa Jezierskich, budynku przy al. Szucha (1924–1939). Uroczysty akt oddania pałacu przy al. Szucha 10 na rzecz Nuncjatury Apostolskiej miał miejsce 4 listopada 1924.
Szereg źródeł podaje inne adresy Nuncjatury: przy ul. Książęcej 1 (1920), al. Szucha 1 (1925), al. Szucha 10 (1927–1928), ul. Książęcej 27 (1927).
Od momentu wznowienia stosunków dyplomatycznych między Rzecząpospolitą Polską a Stolicą Apostolską w 1989, budynek przy alei Szucha 12 (do 1992 al. I Armii WP 12) jest ponownie siedzibą Nuncjatury.